# علم الاجتماع النقدي (مجلة)
مجلة علم الاجتماع النقدي (بالإنجليزية: Critical Sociology)‏ هي مجلة أكاديمية مُحكمة تنشر أوراقًا بحثية كل شهرين في مجال علم الاجتماع. محرر المجلة هو ديفيد فاسينفيست [الإنجليزية] (جامعة وين ستيت). صدرت المجلة أول مرة في عام 1969 وتنشر حاليًا بواسطة منشورات سيج [الإنجليزية]. أما سابقاً، فقد كانت تنشره بواسطة دار بريل للنشر.
ووفقًا لتقارير الاستشهاد بالمجلات الأكاديمية، فإن عامل التأثير للمجلة لعام 2018 يبلغ 1.507، ممّا يجعلها في المرتبة 67 من أصل 150 مجلة في فئة علم الاجتماع.

## نطاق المجلة
تهدف مجلة علم الاجتماع النقدي إلى تشجيع التفكير النقدي من خلال نشر المقالات من كل الآراء المحددة، كما تقع ضمن حدود العلوم الاجتماعية النقدية أو الراديكالية. تنشر المجلة الأعمال التي تستكشف العلاقة بين العرق والجندر والطبقة الاجتماعية، كما توفر المجلة منبرًا لمناقشة الأبحاث والنتائج.

## تاريخ المجلة
تأسست مجلة علم الاجتماع النقدي في عام 1969، في الأصل تحت اسم عالم الاجتماع المتمرد. لقد ظهر من التحريض الراديكالي داخل المؤسسة الأمريكية لعلم الاجتماع في أعقاب حركة 68 الراديكالية. منذ ذلك الحين أصبحت المجلة قطبًا رئيسيًا للبحث الجذري والنقدي في العلوم الاجتماعية.

## المستخلصات والفهرسة
تلخص مجلة علم الاجتماع النقدي وتُفهرس في قواعد البيانات التالية:
- مؤشر الاستشهادات في العلوم الاجتماعية [الإنجليزية]
- ملخصات العدالة الجنائية
- ملخصات البحوث التربوية عبر الإنترنت [الإنجليزية]
- الببليوغرافيا الدولية للعلوم الاجتماعية
- سكوبس
- دراسات حول ملخصات المرأة والجندر [الإنجليزية]
- فهرس الفيلسوف [الإنجليزية]
- ملخصات العلوم السياسية الدولية [الإنجليزية]
- ملخصات العلوم السياسية في جميع أنحاء العالم [الإنجليزية]

## روابط خارجية
- الموقع الرسمي